# Kenosha
Kenosha ([kəˈnoʊʃə], häufig auch [kəˈnɔʃə]) ist eine Stadt (mit dem Status „City“) und Verwaltungssitz des Kenosha County im US-Bundesstaat Wisconsin. Beim Zensus 2020 hatte Kenosha 99.986 Einwohner.
Kenosha liegt im Norden der Metropolregion Chicago und ist nach Milwaukee, Madison und Green Bay die viertgrößte Stadt Wisconsins.
Am 23. August 2020 wurde dem 29-jährigen Afroamerikaner Jacob Blake bei einem Polizeieinsatz in Kenosha von zwei Polizeibeamten sieben Mal in den Rücken geschossen. Der Vorfall erzeugte im Zuge anhaltender USA-weiter Proteste gegen Polizeigewalt gegenüber Afroamerikanern, insbesondere durch den Todesfall George Floyd, große Resonanz. Die darauffolgenden tagelangen Proteste in Kenosha weiteten sich auch auf andere Städte in den USA aus.

## Geografie
Kenosha liegt im Südosten Wisconsins am Westufer des Michigansees fünf Kilometer nördlich der Grenze zu Illinois. Die geografischen Koordinaten von Kenosha sind 42°34′56″ nördlicher Breite und 87°50′44″ westlicher Länge. Das Stadtgebiet erstreckt sich über eine Fläche von 62,1 km².
Nachbarorte von Kenosha sind Winthrop Harbor in Illinois (12,2 km südlich), Pleasant Prairie (an der südwestlichen Stadtgrenze), Bristol (20,8 km westlich), Mount Pleasant (21,6 km nordnordwestlich) und Racine (17,4 km nördlich).
Die nächstgelegenen Großstädte sind Milwaukee (63,3 km nördlich), Wisconsins Hauptstadt Madison (169 km westnordwestlich), Rockford in Illinois (125 km westsüdwestlich) und Chicago in Illinois (94 km südlich).

## Name
Die Potawatomi-Indianer nannten das gesamte Gebiet gnozhé („Hecht-Ort“). Die Anishinabe-Indianer nannten den Ort Masu-kinoja („Laichplatz der Forellen“). Tausende von Fischen schwammen hier in den Michigansee. Der Fang dieser Fische ernährte die Stämme für Monate. In Michigan gibt es deswegen eine Stadt namens Masu-kegan.
Der indianische Name wurde ins Englische überführt und so zu Kenosha. Die Einheimischen nennen ihre Stadt auch „K-Town“ oder kurz „Keno“.

## Verkehr

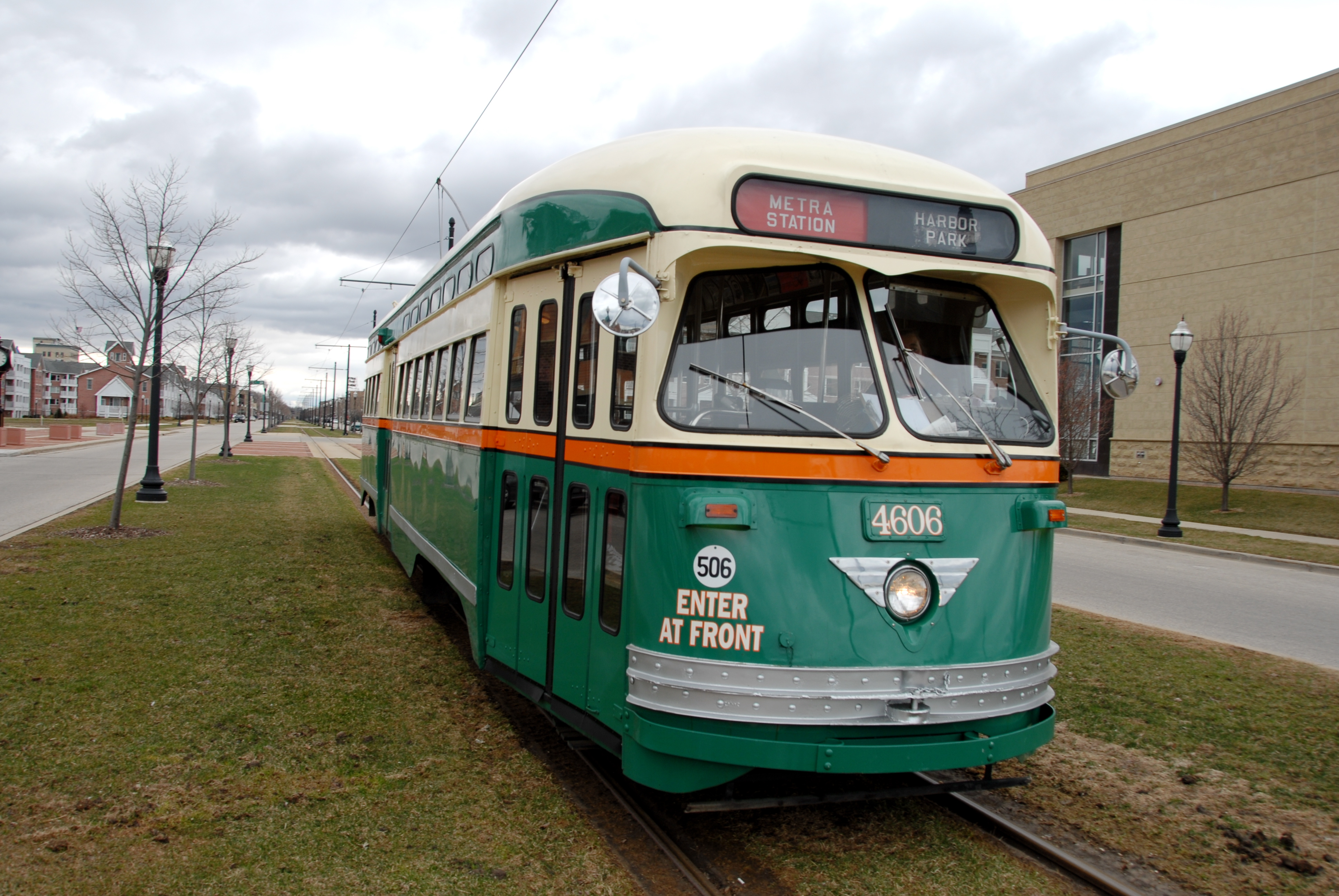
Straßenbahn Kenosha

Über das METRA-Bahnsystem ist die Stadt mit dem südlich gelegenen Chicago direkt verbunden. Vom Bahnhof aus existiert seit 2000 erstmals seit 1932 wieder eine Straßenbahnverbindung. Sie führt zu dem neuen Wohnstandort Harbourpark am Ufer des Michigansees, der auf dem ehemaligen Chrysler-Werksgelände eingerichtet wurde.

Mit dem im nordwestlichen Stadtgebiet liegenden Kenosha Regional Airport verfügt die Stadt über einen Regionalflughafen. Die nächsten Großflughäfen sind der Milwaukee Mitchell International Airport in Milwaukee (49,1 km nördlich) und der O’Hare International Airport in Chicago (81,4 km südlich).

## Bevölkerung
Nach der Volkszählung im Jahr 2020 lebten in Kenosha 99.986 Menschen in 38.072 Haushalten. Die Bevölkerungsdichte betrug 1621 Einwohner pro Quadratkilometer. In den 38.072 Haushalten lebten statistisch je 2,53 Personen.
Ethnisch betrachtet setzte sich die Bevölkerung zusammen aus 79,3 Prozent Weißen, 11,5 Prozent Afroamerikanern, 0,7 Prozent amerikanischen Ureinwohnern, 2,0 Prozent Asiaten sowie 6,5 Prozent aus anderen ethnischen Gruppen; 3,6 Prozent stammten von zwei oder mehr Ethnien ab. Unabhängig von der ethnischen Zugehörigkeit waren 17,8 Prozent der Bevölkerung spanischer oder lateinamerikanischer Abstammung.
24,7 Prozent der Bevölkerung waren unter 18 Jahre alt, 62,4 Prozent waren zwischen 18 und 64 und 12,9 Prozent waren 65 Jahre oder älter. 51,0 Prozent der Bevölkerung war weiblich.

Das jährliche Median-Einkommen eines Haushalts lag bei 55.417 US-Dollar. Das Pro-Kopf-Einkommen betrug 28.680 USD. 16,0 Prozent der Einwohner lebten unterhalb der Armutsgrenze.

## Unternehmen
- Snap-on Tools, Hersteller und Anbieter von Werkzeugen für professionelle Anwendungsbereiche

## Söhne und Töchter der Stadt
- Joseph V. Quarles (1843–1911), Politiker
- Charles Wallace Richmond (1868–1932), Ornithologe
- Charles Jeffery (1876–1935), Automobilfabrikant
- Edward T. Newell (1886–1941), Numismatiker
- William H. Stevenson (1891–1978), Politiker
- Edward F. Cline (1892–1961), Schauspieler, Drehbuchautor und Regisseur
- Milt Herth (1902–1969), Jazz-Organist
- Ray Berres (1907–2007), Baseballspieler
- Don Ameche (1908–1993), Schauspieler
- Carl Alvar Wirtanen (1910–1990), Astronom
- Paul Russo (1914–1976), Autorennfahrer
- Orson Welles (1915–1985), Regisseur, Schauspieler und Autor
- Al Molinaro (1919–2015), Schauspieler
- Robert Pfarr (1920–2006), Radrennfahrer
- Bert I. Gordon (1922–2023), Filmregisseur
- Tony Russel (1925–2017), Schauspieler und Synchronsprecher
- Paul Sorensen (1926–2008), Schauspieler
- Buddy Clark (1929–1999), Jazz-Bassist und Arrangeur
- Spike Robinson (1930–2001), Elektroingenieur und Jazzmusiker (Tenorsaxophonist)
- Dominic Spera (1932–2021), Jazzmusiker, Hochschullehrer und Professor an der Indiana University
- Alan Ameche (1933–1988), American-Football-Spieler
- Margaret Farrow (1934–2022), Politikerin
- Robert Glaeser (* 1934), Biochemiker, -physiker und Strukturbiologe
- Charles Siebert (1938–2022), US-amerikanischer Schauspieler und Regisseur
- Daniel J. Travanti (* 1940), Schauspieler
- Concetta Tomei (* 1945), Schauspielerin
- Chester Biscardi (* 1948), Komponist und Musikpädagoge
- Peter W. Barca (* 1955), Politiker
- Jim Rygiel (* 1955), VFX-Supervisor
- Mark Pocan (* 1964), Politiker
- Paul Thorn (* 1964), Liedermacher und Sänger
- Mark Ruffalo (* 1967), Schauspieler
- Nick Van Exel (* 1971), Basketballspieler
- Angelica Ross (* 1980), Geschäftsfrau und Schauspielerin
- Laura Kaeppeler (* 1988), Schönheitskönigin, Miss America 2012
- Trae Waynes (* 1992), Footballspieler
- Melvin Gordon (* 1993), Footballspieler

## Partnerstädte

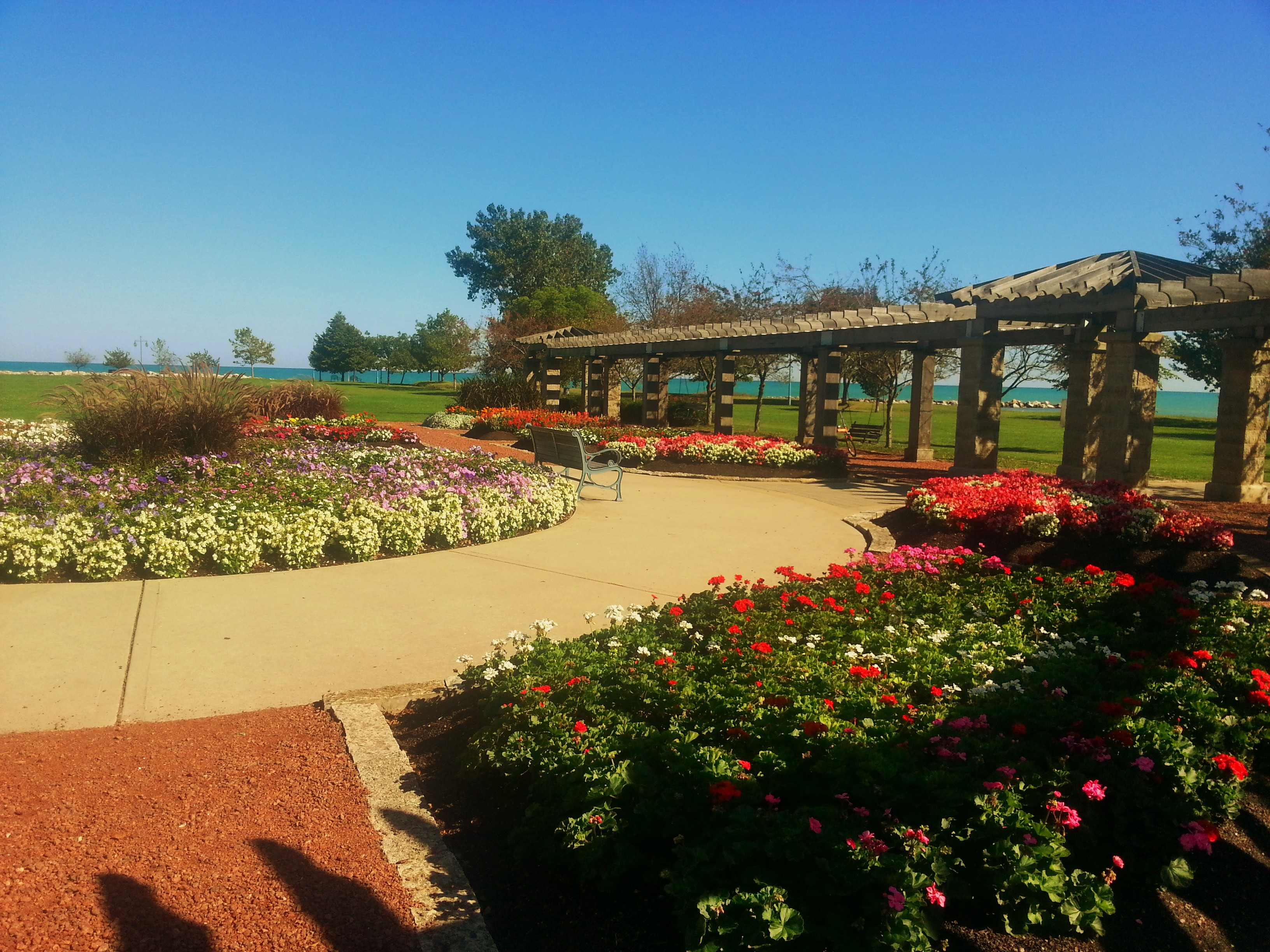
Der „Wolfenbüttel Park“ in Kenosha

Städtepartnerschaften existieren mit:
- Cosenza, Italien (seit 1979)
- Douai, Frankreich (seit 1981)
- Quezon City, Philippinen (seit 1986)
- Wolfenbüttel, Deutschland (seit 1970)